# Carl Rudolf Florin
Carl Rudolf Florin (5 de abril de 1894 - 24 de septiembre de 1965) fue un botánico, paleobotánico, y algólogo sueco.

## Biografía
Florin estudió de 1914 a 1918 en la Universidad de Estocolmo, titulándose de licenciado en 1920. A partir de 1918 fue curador auxiliar paleobotánico en el Museo Nacional de Historia Natural, con Thore Gustaf Halle.
En 1931 se doctoró defendiendo la tesis Estudios sobre la filogenia de Coniferales y Cordiatales y se convirtió en profesor en la Universidad de Estocolmo. En 1937 visitó EE. UU. En 1942 es profesor titular de botánica en Estocolmo. De 1944 a 1964 fue director del Jardín Botánico en Estocolmo (Bergianska trädgården) y por lo tanto era, de derecho, Profesor Bergianus. También fue editor de la revista Acta Horti Bergiani. También se desempeñó de 1947 a 1962 profesor de Botánica Sistemática en la Universidad de Estocolmo.
Florin está considerado como uno de los pioneros en el estudio de las coníferas fósiles, con énfasis en China. Es el autor de una publicación sobre las coníferas del Terciario al sur de Chile (1940).
Se le deben la descripción de cuarenta y cuatro especies vegetales, entre las cuales se hallan:
- Cymbella diluviana
- Calocedrus decurrens
- Comptonia anderssonii
- Staurodesmus crassus

## Algunas publicaciones
- On the geological history of the Sciadopitineae. Svensk Bot. Tidskr. 16 (2): 260-270. 1922
- Die Koniferengattung Libocedrus Endl. in Ostasien. Svensk Bot. Tidskr. 24 (1): 117-131. 1930
- Pilgerodendron, eine neue Koniferengattung aus Süd-Chile. Svensk Bot. Tidskr. 24 (1): 132-135. 1930
- Untersuchungen zur Stammesgeschichte der Coniferales und Cordaitales. Erster Teil: Morphologie und Epidermisstruktur der Assimilationsorgane bei den rezenten Koniferen. Kongl. Svenska Vetenskapsakad. Handl. 10 (1) 1-588. 1931
- Die Koniferen des Oberkarbons und des unteren Perms. Palaeontographica B 85: 1-729. 1938-1945
- Evolution in Cordaites & Conifers. Acta Hort. Berg. 15 (2): 285-388. 1951
- On Metasequoia, living and fossil. Bot. Not. 1 (105): 1-29. 1952
- Nomenclatural notes on genera of living gymnosperms. Taxon 5 (8): 188-192. 1956
- The distribution of Conifer & Taxad genera in Time & Space. Acta Hort. Berg. 20 (4): 121-312. 1963
- The distribution of Conifer & Taxad genera in Time and Space; additions and corrections. Acta Hort. Berg. 20 (6): 319-326. 1966

## Honores
- 1958: se le concede la medalla de plata Darwin-Wallace.

### Eponimia
- (Taxaceae) Taxus florinii Spjut[2]

- La abreviatura «Florin» se emplea para indicar a Carl Rudolf Florin como autoridad en la descripción y clasificación científica de los vegetales.[3]